# وارنگه‌رود
وارنگه‌رود روستایی از توابع بخش آسارا شهرستان کرج در استان البرز ایران است. مردم روستای وارنگه‌رود مانند اهالی روستای ولایت‌رود به زبان تاتی صحبت می‌کنند.

## جمعیت
این روستا در دهستان نسا قرار دارد و براساس سرشماری مرکز آمار ایران در سال ۱۳۸۵، جمعیت آن ۲۶۴ نفر (۷۰خانوار) بوده‌است.